# Сувої Мертвого моря
31°44′27″ пн. ш. 35°27′31″ сх. д. / 31.7408° пн. ш. 35.4586° сх. д.

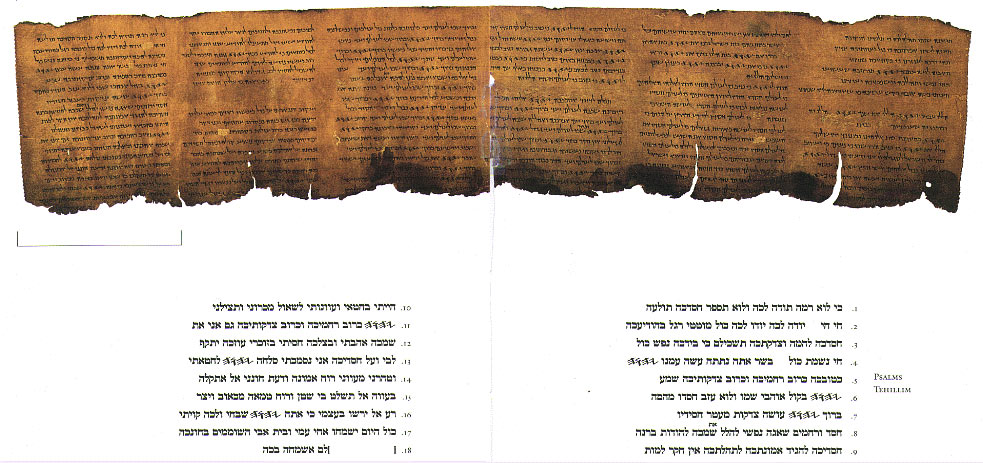
Сувій з текстом Псалмів

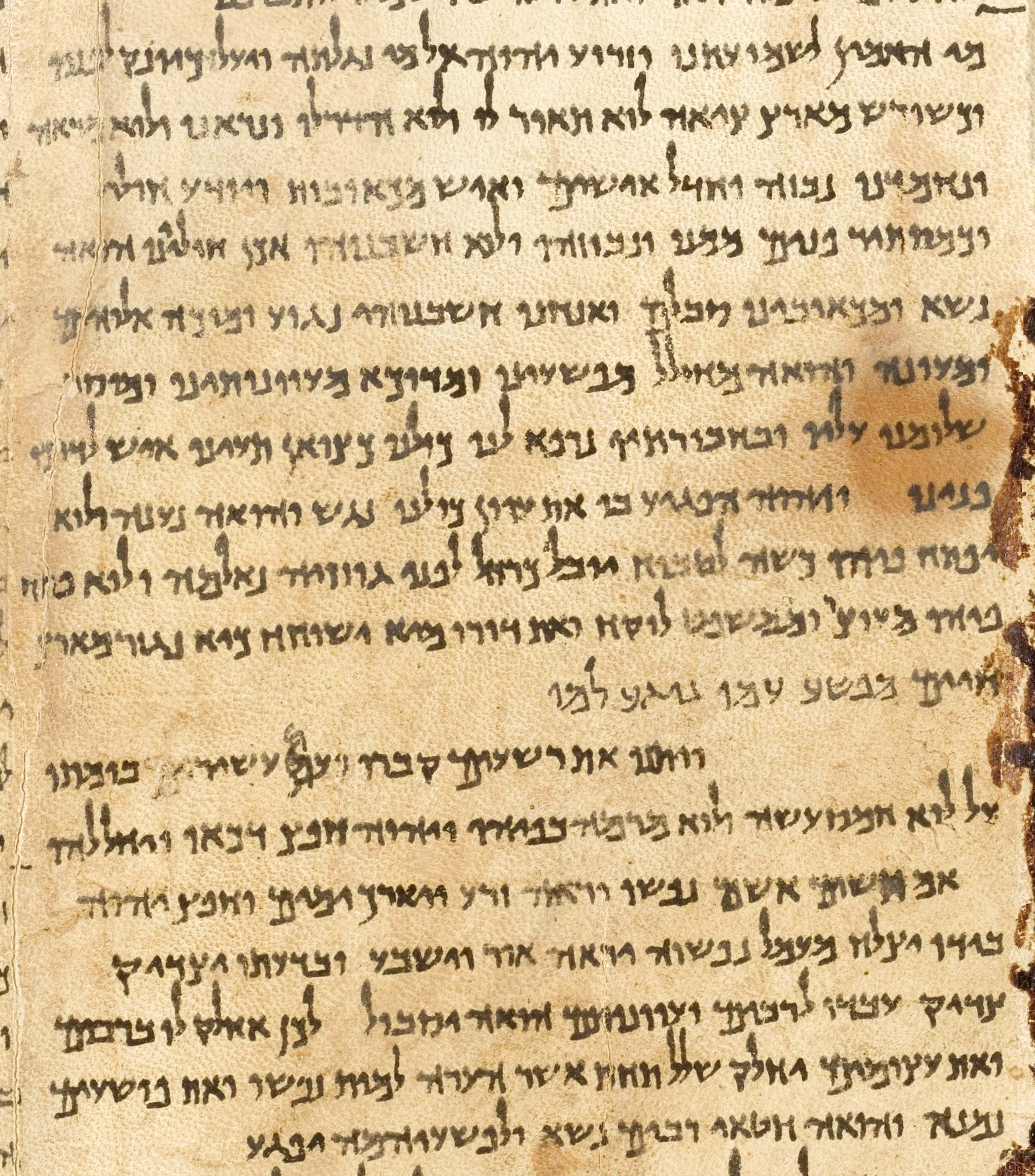
Кумранський сувій книги пророка Ісайї

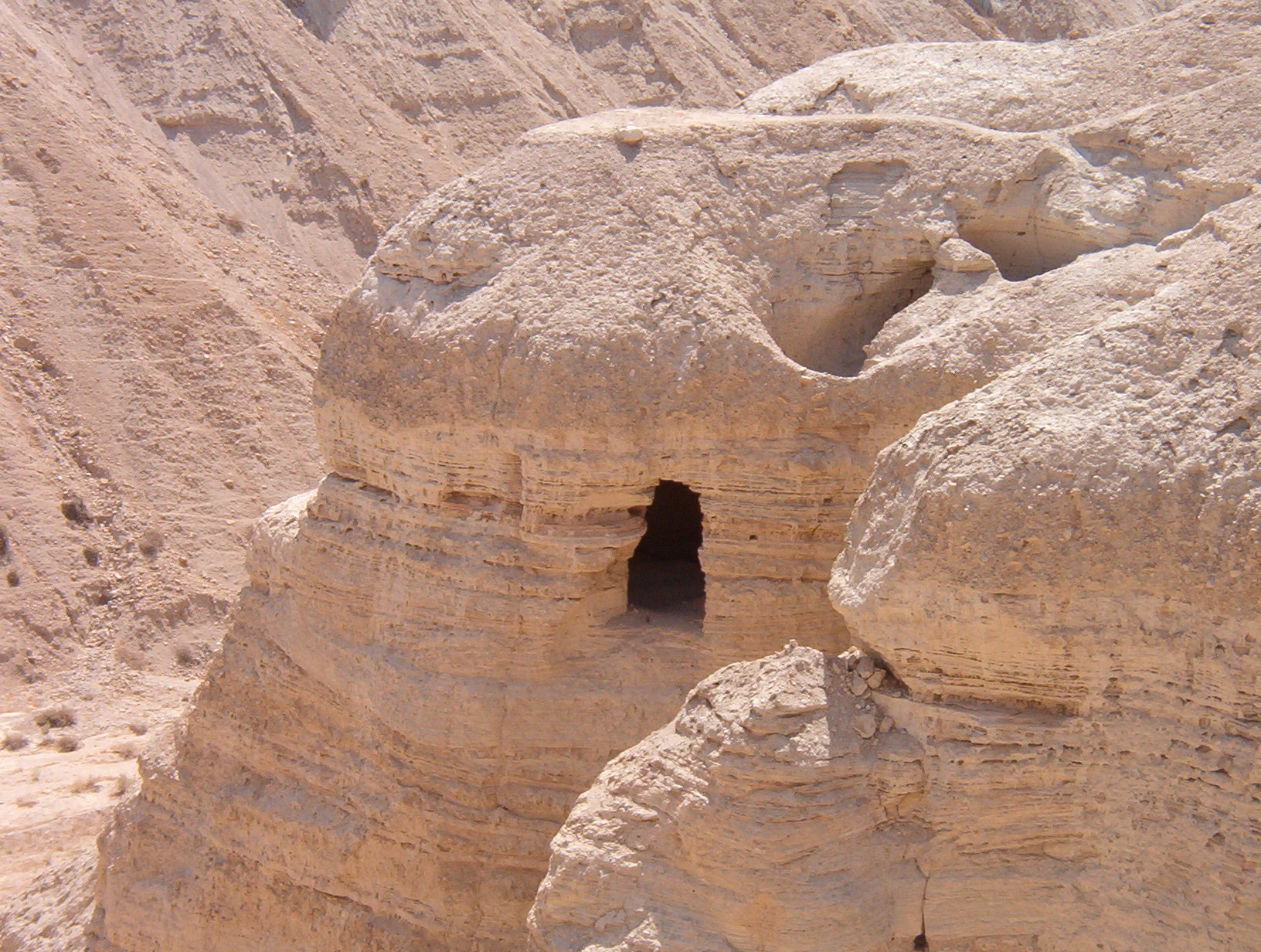
Кумранські печери

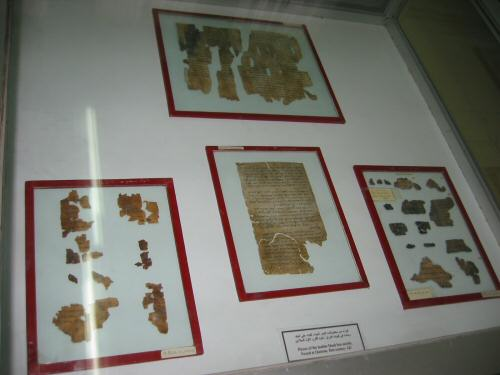
Фрагменти сувоїв Мертвого моря на експозиції в Археологічному музеї в Аммані

Сувої Мертвого моря, також Кумра́нські руко́писи — назва манускриптів, виявлених починаючи з 1947 року в печерах Кумрану, в печерах ваді Мурабба'ат (на південь від Кумрану), в Хірбет-Мірді (на північний захід від Кумрану), а також у низці інших печер Юдейської пустелі та в Массаді. Дослідження рукописів підтвердило, що принаймні деякі з них було написано саме в кумранській громаді.
Рукописні сувої одержали назву Кумранських, очевидно, тому, що печера Айн Фешха, в якій вони тисячоліттями зберігались, знаходиться неподалік руїн Хірбет Кумран.
З архівом спектральних та інфрачервоних знимків усіх манускриптів можна ознайомитись на сайті фонду Леона Леві

## Зміст
Сувої Мертвого моря написані переважно івритом, частково — арамейською мовою; зустрічаються фрагменти грецьких перекладів біблійних текстів. Іврит небіблійних текстів був літературною мовою епохи Другого храму; деякі фрагменти написані післябіблійним івритом. В основному застосовується квадратний єврейський шрифт, прямий попередник сучасного друкарського шрифту. Деякі сувої написані палеоєврейським письмом. Основний матеріал для письма — пергамент з козячої або овечої шкіри, зрідка папірус, деякі рукописи виготовлені шляхом видавлювання на аркушах міді; для останніх, пізніше згорнутих у сувої для упакування в глечики, довелося сконструювати спеціальний пристрій для розрізання на фрагменти, оскільки через неминучу корозію розгортання сувою загрожувало його повним руйнуванням. Чорнило вугільне (за єдиним винятком апокрифа Книги Буття). Палеографічні дані, зовнішні ознаки, а також радіовуглецевий аналіз дозволяють датувати основний масив цих манускриптів періодом від ІІ ст. до н. е. до 68 року н. е. (період пізнього Другого храму) і розглядати їх як колекцію біблійних та небіблійних текстів відповідного періоду.
За змістом сувої Мертвого моря можна розділити на три групи: біблійні тексти (близько 29 % від загальної кількості рукописів), апокрифи і псевдоепіграфи, сектантська література.

## Публікація текстів
Документи, знайдені в Кумрані та в інших областях, публікуються в серії «Discoveries in the Judaean Desert» (DJD), яка зараз налічує 40 томів, виданих з 1955 року видавництвом Oxford University Press. Перші 8 томів написані французькою мовою, інші — англійською. Головними редакторами видання були Р. де Во (томи I—V), П. Бенуа (томи VI—VII), І. Штрунгель (том VIII) і Е. Тов (томи IX—XXXIX).
Публікації документів містять такі компоненти:
- Загальний вступ, що описує бібліографічні дані та фізичний опис, який включає розміри фрагмента, матеріал, список особливостей, таких як помилки і виправлення, орфографія, морфологія, палеографія і датування документа. Для біблійних текстів також наводиться список варіантних читань.
- Транскрипція тексту. У квадратних дужках наводяться фізично втрачені елементи — слова або літери.
- Переклад (для не-біблійного твору).
- Примітки, що стосуються складних або альтернативних читань.
- Фотографії фрагментів, іноді інфрачервоні, зазвичай в масштабі 1:1.

XXXIX том серії містить анотований список всіх опублікованих раніше текстів. Деякі документи були попередньо опубліковані в наукових журналах, присвячених біблеїстиці.
У вересні 2011 року Музей Ізраїлю в співпраці з компанією Google оцифрували 5 сувоїв — Храмовий сувій, Великий сувій пророка Ісаї, сувій Статуту Громади, сувій Війни, коментар до книги пророка Авакума — і виклали їх у вільний доступ в Інтернеті.

## Значення для біблеїстики
У період між 1947 та 1956 роками в одинадцяти Кумранських печерах було виявлено більше 190 біблійних сувоїв. В основному це невеликі фрагменти книг Старого Завіту (всіх, окрім книги Естер. Також знайдений один повний текст книги Ісаї — 1QIsa  a . Крім біблійних текстів, цінна інформація міститься також в цитатах небіблійних текстів, наприклад, пешарім.
З погляду свого текстуального статусу, біблійні тексти, знайдені в Кумрані, належать до п'яти різних груп.
- Тексти, написані сектантськими общинами. Ці тексти відрізняються особливим орфографічним стилем, характерним додаванням численних матрес лекціоніс, що полегшують читання тексту. Ці тексти становлять приблизно 25 % біблійних сувоїв.
- Протомасоретські тексти. Ці тексти близькі до сучасного масоретського тексту і становлять приблизно 45 % всіх біблійних текстів.
- Прасамарянські тексти. Ці тексти повторюють деякі особливості Самарянського П'ятикнижжя. Ці тексти становлять 5 % біблійних манускриптів.
- Тексти, близькі до давньоєврейського джерела Септуагінти. Ці тексти мають велику схожість з Септуагінтою, наприклад, щодо розташування віршів. Однак, тексти цієї групи значно відрізняються один від одного, не утворюючи таку близьку за змістом групу, як попередні. Такі сувої становлять 5 % кумранських біблійних текстів.
- Інші тексти, що не мають подібності з жодною з перерахованих вище груп.

До кумранських знахідок аналіз біблійного тексту спирався на середньовічні манускрипти. Кумранські тексти значно розширили знання про текст Старого Завіту періоду Другого храму.
- Невідомі раніше читання допомагають краще зрозуміти багато деталей тексту Старого Завіту.
- Текстуальне різноманіття п'яти груп текстів, описаних вище, дає уявлення про множинність текстуальних традицій, що існували в період Другого Храму.
- Кумранські сувої надали цінну інформацію про процес текстуальної передачі Старого Завіту в період Другого Храму.
- Підтверджено надійність давніх перекладів, насамперед, Септуагінти. Знайдені сувої, що належать до четвертої групи текстів, підтверджують правильність раніше зроблених реконструкцій староєврейського оригіналу Септуагінти.

## Мова сувоїв Мертвого моря
Величезну роль у вивченні історії мови іврит відіграють тексти, створені самими членами кумранської громади. Найважливішими з цієї групи є «Статут» (1QSa), «Благословення» (1QSb), «Гімни» (1QH), «Коментар на Авакума» (1QpHab), «Сувій Війни» (1QM) і «Храмовий сувій» (11QT) . Мова «Мідного Сувою» (3QTr) відрізняється від мови цих документів і може потрактована як розмовна мова того часу, що передувала мішнаїтського івриту.
Мова інших документів, створених членами громади, з одного боку, за лексикою близька до раннього біблійного івриту. З іншого боку, риси, загальні для пізнього біблійного івриту та мішнаїтського івриту, відсутні в мові кумранських рукописів (кумранського івриту). На підставі цього вчені припускають, що члени кумранської громади в письмовій та, можливо, усній мові свідомо уникали тенденцій, характерних для розмовної мови того часу, таких як, наприклад, вплив арамейських діалектів. Можливо, щоб захистити себе від зовнішнього світу, члени секти використовували термінологію, засновану на біблійних виразах, символізуючи цим повернення до «чистої» релігії покоління Виходу.
Таким чином, кумранський іврит не є перехідною ланкою між пізнім біблійним та мішнаїтським івритом, а утворює окрему гілку в розвитку мови.

## Невідомі сувої
Можливо, ще не всі збережені сувої Мертвого моря потрапили в руки до вчених. Вже після завершення публікації серії DJD, в 2006 році, професор Ханан Ешель представив науковій громадськості доти невідомий кумранський зшиток, що містить фрагменти книги Левит. На жаль, сувій не був виявлений при нових археологічних розкопках, а випадково вилучений поліцією в місцевого контрабандиста: ні він, ні поліція не підозрювали про істинну цінність знахідки, поки запрошений на експертизу Ешель не встановив його походження. Цей випадок вкотре нагадує про те, що істотна частина сувоїв Мертвого моря може перебувати в руках розкрадачів і торговців старожитностями й поступово руйнуватися за відсутності належних умов зберігання.

## Археологічні дослідження
З 1993 по 2004 рік в Кумрані проводились розкопки під керівництвом ізраїльських археологів Їцхака Маґена та Юваля Пелеґа. У 2007 році вони опублікували попередній звіт про результати досліджень. У підсумковій частині археологи стверджують, що поселення Кумран було побудоване близько 100 р. до н. е. в ролі військового форту Хасмонеїв, династії правителів Юдеї. Після римського завоювання у середині І ст. до н. е. поселення занепало. Поступово воно перетворилось у центр гончарного виробництва. Ніяких доказів існування релігійного центру якоїсь громади не виявлено. Згідно з висновками археологів у поселенні проживало до 30 жителів, що займались виробництвом керамічного посуду з глини, що стікала в Кумран з глиняних схилів разом з дощовою водою. Дослідники спростували всі гіпотези про існування кумранської громади, яка проживала в Кумрані та створила сувої Мертвого моря.
Натомість вчені висунули іншу гіпотезу про походження сувоїв. Вони припустили, що сувої є різними колекціями біблійних та небіблійних текстів (в тому числі й сектантських), що потрапили в землю в Ізраїлі в І столітті нашої ери. Після невдалого повстання 66 року відбулась масова втеча жителів Юдеї від наступу римських військ. Частина біженців взяла з собою різноманітні релігійні сувої. Проходячи повз Кумран, біженці знайшли там велику кількість глиняного посуду і вирішили сховати свої сувої недалеко від поселення, у печерах, що знаходились навколо Кумрану. Ймовірно, біженці продовжили втечу далі вздовж узбережжя Мертвого моря, сподіваючись колись повернутись назад і забрати релігійні сувої. Оскільки сувої залишалися там протягом 2000 років, то забрати їх назад біженцям з невідомих причин не вдалось.

### Основні вчені, що досліджували рукописи
- Джон Аллегро[en]
- Френк Мур Кросс[en]
- Роберт Ейзенман[en]
- Джозеф Фіцмаєр[ru]
- Норман Голб
- Йозеф Мілік[en]
- Барджиль Пікснер[en]
- Елеазар Сукенік[en]
- Карстен Пітер Тьєд[ru]
- Емануель Тов[en]
- Ролан де Во[en]
- Ґеза Вермеш[ru]
- Іґаель Ядін
- Хосе О'Каллахан Мартінес[en]

## Підробки
- Німецькі експерти, які досліджували манускрипти у Вашингтонському музеї Біблії, виявили в деяких з них «ознаки, які не відповідають відомому вікові оригіналу». Було прийнято рішення вилучити з експозиції п'ять із шістнадцяти фрагментів Кумранських рукописів, що належать музею.[4][5]